# Aliénor de Comminges
Aliénor de Comminges (* 1329; † Februar 1402) war Herrin von Meyrargues und durch Ehe Vicomtesse de Turenne.
Sie war die Ehefrau von Guillaume III. Roger de Beaufort, Vicomte de Turenne (Haus Rogier de Beaufort), Neffe von Papst Clemens VI. und Bruder von Papst Gregor XI., Mutter von Raymond de Turenne.

## Leben
Alíenor war die vierte von sechs Töchtern von Bernard VIII., Graf von Comminges (Haus Comminges), und dessen dritter Gattin Mathé de l’Isle-Jourdain. Ihre Eltern hatten 1316 geheiratet, aber ihr Vater vernachlässigte seine dritte Ehefrau. Es war eine persönliche Intervention von Papst Johannes XXII. erforderlich, um ihn daran zu erinnern, dass es besser wäre, mit seiner Frau zusammenzuleben, falls er Erben haben wolle (seine beiden ersten Ehen waren bereits kinderlos geblieben). Der päpstliche Rat trug Früchte. Der einzige Sohn des Paares, Jean, wurde 1336 geboren und starb 1339.

### Heirat mit einem Neffen des Papstes
Sobald Clemens VI. 1342 den päpstlichen Thron bestieg, hatte er den Wunsch, seine Familie nach oben zu bringen. Eine der prestigeträchtigsten Vizegrafschaften des Limousin, die von Turenne, schien ihm eine leichte Beute zu sein. Cécile de Comminges, die älteste Tochter von Bernard und Mathé, war die Erbin ihres Vaters. Er sandte Bertrand de Cosnac, den Bischof von Lombez, mit der Aufgabe aus, ihm die Vizegrafschaft als Teil der Ehe seines Neffen Guillaume III. Roger de Beaufort mit Céciles Schwester Aliénor zu erwerben. Diese Transaktionen kosten ihn das Vermögen von 140.000 Florins.
Der Preis und das Alter der Ehefrau waren unwichtig. Ein Ehevertrag wurde am 15. Dezember 1349 in Narbonne geschlossen, in dem das Alter der Braut als zwischen 16 und 25 geschätzt wurde. (maior annis sexdecim minor tatem viginti quinque ut ex aspectum persone apparebat).
Anfang Januar 1350 schrieb Clemens VI. seiner Nichte: „Beeil dich, meine Tochter, um dich auf den Weg zu machen. Beeile dich sich so schnell wie möglich, denn wir möchten dich sehen, bewegt von väterlicher Zuneigung“. Der Wunsch war ein Befehl. Aliénor kam in Begleitung von Gaudemar du Fay, Sénéchal de Beaucaire, den König Philipp VI. von Frankreich mit ihrem Schutz beauftragt hatte.
Am 7. Februar 1350, fand die offizielle Hochzeitszeremonie statt. Clemens VI. machte es sich zur Pflicht, die Vizegrafschaft Turenne auf den Geschenkkorb des jungen Paares zu legen. Darüber hinaus engagierte der Papst für den Haushalt seiner neuen Nichte einen jungen Angestellten aus Lüttich, den Musiker Johannes Ciconia.

### Mutter von fünf Kindern in der Burg Meyrargues
Im Oktober 1351 bekam Aliénor eine Tochter, Jeanne, deren Pate der neue König von Frankreich, Johann II., wurde. Ihr zweites Kind war ein Junge, der im September 1352 in Villeneuve-lès-Avignon geboren wurde, der spätere Raymond de Turenne. Die Vicomtesse bekam danach noch drei Töchter, Aliénor, Marguerite und Cécile.
Bis Mitte der 1380er Jahre kennen wir von ihr nur ihr Einkommen. Das, was ihr von ihrem Ehemann aus dem Velay und der Provence gewährt wurden, sowie das, was ihr von ihrem Schwager Gregor XI. aus dem Comtat Venaissin überlassen wurde.
Sie wohnte also in Meyrargues, ihr Ehemann in Pertuis. Seine Burg war einer der stärksten und sichersten Orte in der gesamten Provence. Aliénor hatte die Befugnis, die Amtleute ihres Lehens selbst zu ernennen. Neben der Fähre, der Maut und der Burg übte sie ab dem 20. August 1370 die verschiedenen Gerichtsbarkeiten aus. Sie verfügte auch über eine Mühle für ihre ausschließliche Verwendung und weitere fünf Mühlräder. Diese Dame, die alles hatte, um ein ruhiges und heiteres Leben zu führen, stürzte sich jedoch in einen privaten Krieg, mit dem ihren Sohn gegen das Jüngere Haus Anjou und das Papsttum von Avignon unterstützte.

### Aliénor nimmt sich der Streitigkeiten ihres Sohnes an
Alles begann während eines Waffenstillstands im Krieg der Union d'Aix. Die Dame de Meyrargues entschied, ein großes Boot über die Durance zu schicken, um Aix-en-Provence mit Lebensmitteln zu versorgen, den Gegner von Marie de Blois, Gräfin von Provence. Mit dieser Aktion eskalierte der Konflikt zwischen den beiden Frauen.
Am 9. März 1387 wurde Meyrargues davon in Kenntnis gesetzt, dass die Oberbefehlshaber der Gräfin gerade die Burg von Aureille, einem Lehen von Les Baux, besetzt hatten, die Raymond de Turenne gehörte. Dieser, der sich bei seiner Mutter aufhielt, schickte einen seiner Écuyer nach Apt, um die Regentin nach dem Grund zu fragen.
Am 21. März verhandelten Bosquet und Jean Drogoul, genz de messire Raymon de Turenne, immer noch mit dem Kanzler der Gräfin.

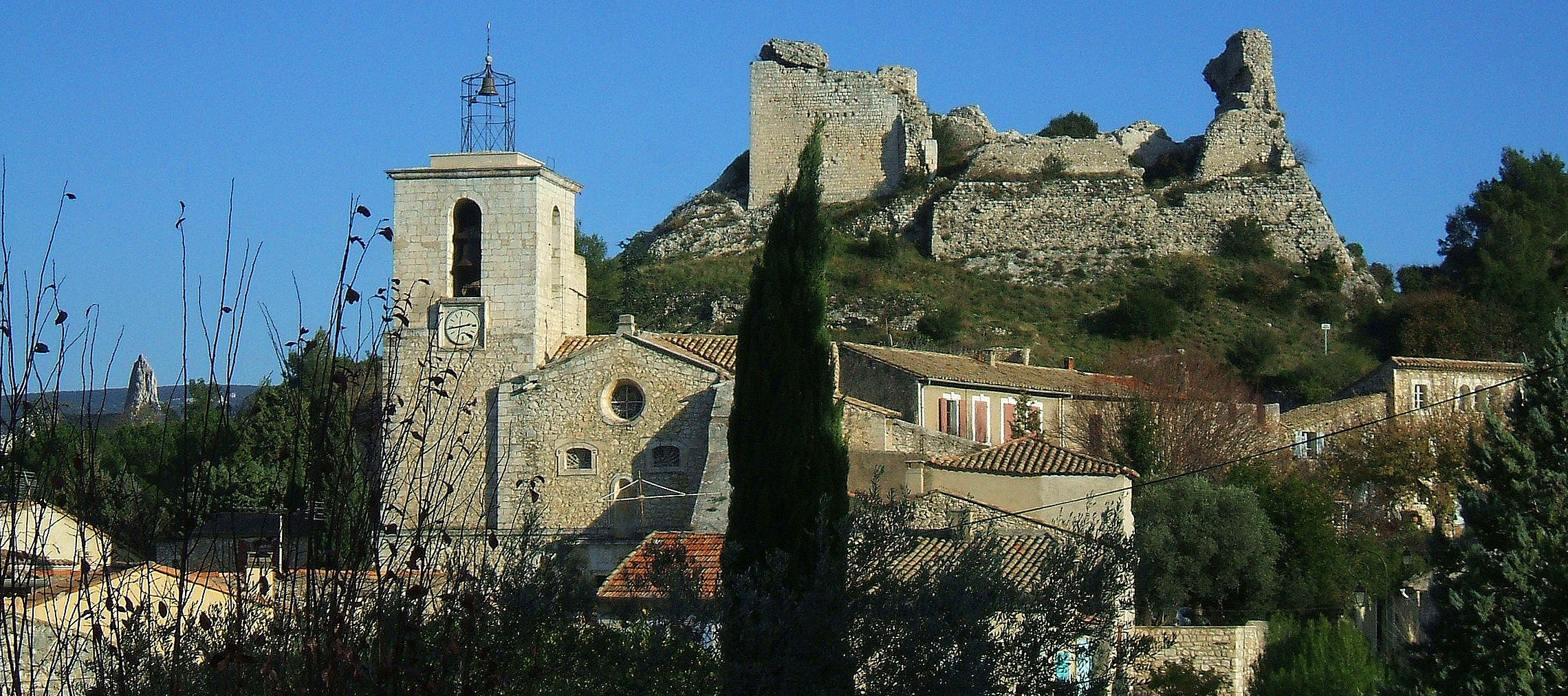
Orgon, die Burgruine oberhalb der Kirche Notre-Dame de l'Assomption (14. Jahrhundert)

Diese Verhandlungen hätten abgeschlossen werden können, wenn die Truppen der Regentin am 3. April Aureille nicht mit Lebensmitteln versorgt hätten. Sofort wurden die Gespräche unterbrochen und der Vicomte de Turenne griff Orgon an, die Zitadelle der Grafen der Provence und eine wichtige Zollstation auf der Straße von Avignon nach Aix.
Aliénor wollte jetzt niemandem etwas schuldig bleiben. Am 8. April stoppte sie einen Konvoi von Fischhändlern, die mit ihrem Fang unter dem Banner von Louis II. d’Anjou als Passierschein Richtung Alpen reisten. Auf ihren Befehl hin zerrissen ihre Leute das Banner, dann ließ Aliénor sie die Fetzen herunterwürgen und befahl, diejenigen zu schlagen, die damit zögerten.
Am 7. September kehrte Aliénor auf den Schauplatz des Geschehens zurück. Die Delegierten von Tarascon wurden auf dem Weg nach Aix von ihren Soldaten festgenommen; sie kehrten von Sisteron zurück, wo sie Marie de Blois informiert hatten, dass ihre Amtleute seinem Sohn Louis II. huldigen wollten. Die Gräfin von Provence hatte sie mit einer Mission zu ihren Kollegen in Aix und den Chefs der Union d‘Aix beauftragt. Sie wurden gefangen genommen und in den Verliesen der Burg von Meyrargues eingesperrt.
Die Gräfin von Provence versuchte zu verhandeln. Sie sandte in rascher Folge zwei Abgesandte an die Mutter von Raymond de Turenne in der Person des Herzogs Ludwig II. von Bourbon und seines Beraters, Raymond II. von Agoult. Nichts half. Der Stolz von Aliénor, gepaart mit einem Hang zur Gewalt hinderte alle daran, die Dame de Meyrargues zu reizen.

### Unterwerfung unter Marie de Blois
Sie weigerte sich, das Jüngere Haus Anjou anzuerkennen, und machte dies mit Waffen bekannt. In einem Brief vom 17. Januar 1388, der von ihrem Vertreter in Avignon an Francesco Datini adressiert ist, ist dies angegeben: "Die Vicomtesse de Turenne führt in der Provence einen Krieg mit einigen Truppen, die sie in Meyrargues und Lespéra hält, und wir gehen keine halbe Lieue um Avignon herum.".
Am 18. Mai wurde Meyrargues von zwölf (!) Ordensrittern unter Führung von Jean Sévin, Bailli von Manosque, belagert. Man konnte nicht diplomatischer sein: Aliénor konnte also nachgeben und huldigen, ohne das Gesicht zu verlieren. Raymond de Turenne, der seit dem 28. Januar mit Marie de Blois Frieden geschlossen hatte, intervenierte bei seiner Mutter, so dass sie ihre Waffen niederlegte und sogar an dieser symbolischen Belagerung teilnahm. Aliénor akzeptierte am 23. Mai, Louis II. d’Anjou und der Regentin Marie de Blois zu huldigen. Aber einen Monat später hatte die Vicomtesse immer noch nicht gehorcht.
Am 15. Juni warnte Francesco Boninsegna, Datinis Bote, seinen Herrn: „Oberhalb von Pont-Saint-Esprit wollen über 300 Speere in die Provence gehen, um Messire Raymond de Turenne und seiner Mutter zu helfen, denn die Mutter wird in der Burg von Meyrargues von den Truppen des Seneschall der Provence belagert, die sie ergreifen wollen. Die Leute des Papstes haben eine Flotte und Bewaffnete gesandt, um ihnen den Weg zu versperren, wenn sie können.“.
Es wird versichert, dass die Herrin von Meyrargues in Aix-en-Provence huldigte. Wenn man das Datum nicht kennt, liegt das daran, dass sie darum bitten musste, dass diese Zeremonie der Treue vertraulich blieb.
Am 9. Oktober 1391 konnte Raymond de Turenne die sofortige Rückgabe von Meyrargues an seine Mutter einfordern. Die Regentin erklärte sich sogar bereit, 14.000 Franc für Schäden zu zahlen, die Meyrargues und anderen Orten Roger de Beauforts zugefügt worden waren.

### Ihr Gefangener verfasst denTrésor de Vénerie
Im Jahr 1394 hatte Alienor in Meyrargues Hardouin de Fontaine-Guerin, den Hauptmann Anjous, gefangen genommen und inhaftiert. Um seiner Langeweile entgegenzutreten, schreibt er sein Werk Trésor de Vénerie, das er Louis II. d’Anjou widmete und das er – schreibt er am – am 10. Dezember 1394 abschloss. Seine Arbeit, die in zwei Teile unterteilt ist, beschreibt die verschiedenen Szenen der Hirschjagd und zählt die großen Jäger seiner Zeit auf, darunter Gaston Fébus († 1391) und Jean III. de Melun († 1382). Er wurde 1399 freigelassen.

### Das gestohlene Getreide von Pertuis
In diesem Jahr, am 11. November 1394, gegen ein Uhr am Nachmittag, kam Aliénor in Pertuis an, einem Besitz ihres Ehemannes. Vor den Amtmännern und dem Vize-Bailli des Comte de Beaufort zwang sie einen ausländischen Kaufmann, seinen eingelagerten Weizen herauszugeben. Trotz ihrer Proteste ließ die Vicomtesse de Turenne die Weizensäcke entfernen, um sie aus der Stadt zu tragen.
Mit Ehrfurcht und Respekt protestierte der Vize-Bailli bei ihr. Sie aber wollte nichts hören und antwortet, dass er keine Macht über sie habe. Daraufhin befahl sie ihren Dienern, weiterzumachen und den Amtmännern, die verschlossenen Tore von Pertuis zu öffnen. Letzteres wurde ihr verweigert. Wütend ergriff die Herrin von Meyrargues eine Axt und versuchte, die Schlösser zu zerbrechen. Die Amtleute baten sie, um der Ehre des Herren von Beaufort und der Stadt Pertuis willen, nicht weiterzumachen. Sie jedoch arbeitete weiter an den Schlössern mit Zangen, Hammer und Eisenkeilen. Nachdem es gelungen war, die drei Schlösser zu sprengen, wurde der Weizen trotz aller Proteste weggetragen.

### DiePatisder Vicomtesse de Turenne
Im Dezember 1395 richtete Raymond VIII. de Turenne, während er sich in seiner Vizegrafschaft aufhielt, im größten Teil der Provence Patis (oder Suffertes) ein, die die Städte und Dörfer zwangen, falls sie nicht angegriffen werden wollten, seinen Kapitänen ein Lösegeld zu zahlen.
Seine Mutter nahm mit ihrer Garnison von Meyrargues hier eine wichtige Rolle ein. Mehr als 33 Dörfer standen unter seiner Kontrolle, darunter Venelles, Peyrolles, Jouques, Rians, Puyloubier, Třešť, Fuveau, Allauch, Auriol, Ollioules, Six-Fours, Aubagne und sein Tal, sowie das gesamte Gebiet zwischen Marseille und Toulon.
Am 20. Februar 1396 berief der Seneschall der Provence, Georges de Marle, eine Versammlung ein, um den Frieden mit Aliénor zu besprechen. Das einzig überzeugende Ergebnis dieses Verhandlungsversuches war, dass die Herrin von Meyrargues im November 15 Tage zusätzlichen Waffenstillstand gegen Aix und seine Viguerie gegen die Zahlung von 250 Florin gewährte.
Um dieser Situation der "doppelten Macht" in der Provence ein Ende zu setzen, wurden am 27. April 1397 alle Festungen des Vicomte angegriffen. Der Angriff erfolgte unter der Leitung des Seneschalls Georges de Marle. Der kümmerte sich um Pertuis, während die Garnisonen von Les Baux, Roquemartine, Roquefure und Vitrolles vom Vize-Seneschall (Reforciat d'Agoult) belagert wurden, der aus gutem Grund auch vor Meyrargues aufzog.
Dies war wahrscheinlich nicht sehr effektiv, da die Amtmänner von Pertuis am 16. Mai viele Kontakte zu Aliénor knüpfen konnten, um das Verhalten zu untersuchen, das durchgeführt werden sollte.

### Gefangen in Aix-en-Provence
Um ihrer ständigen Revolte gegen Marie de Blois und deren Sohn Louis II. ein Ende zu setzen, nahm Marschall Boucicaut (der seit sechs Jahren mit Aliénors Enkelin verheiratet war) im Dezember 1399 Aliénor gefangen und steckte sie in Aix ins Gefängnis. Sie wurde erst am 2. April 1401 unter Bedingungen freigelassen: der Graf von Provence verlangte, dass sie unter Aufsicht von Boucicaut stehen und dass sie ihm ihre Burg übergeben solle. Im selben Jahr war sie jedoch in ihr Schloss Meyrargues zurückgekehrt, wo sie erneut von Elzéar Autric, dem Hauptmann der Viguerie Apt, belagert wurde.

### Bestattet in den Grands Carmes
Aliénor starb vor Ende Februar 1402. Sie wurde in der Karmeliten-Kirche in Aix bestattet. Das Inventar ihres Besitzes wurde von Merigot Bermond und Jehan Poderose am 28. Februar 1401 erstellt. In ihren Aufzeichnungen notieren sie "ein Register des Patis von Pertuis, Zeugen sind Bertrandon de Sartigues, Jehan Simon, Martin du Villar, Père de Serviere, Johanet le Gastonet und Mouflet".